# Витри-ан-Артуа
Витри-ан-Артуа (фр. Vitry-en-Artois) — коммуна во Франции, регион О-де-Франс, департамент Па-де-Кале, округ Аррас, кантон Бребьер. Расположена в 19 км к северо-востоку от Арраса, в 4 км от автомагистрали А1 "Нор" Париж-Лилль, на обоих берегах реки Скарп. В центре коммуны находится железнодорожная станция Витри-ан-Артуа линии Париж-Лилль.
Население (2018) — 4 676 человек.

## Экономика
Структура занятости населения:
- сельское хозяйство — 3,1 %
- промышленность — 15,7 %
- строительство — 5,2 %
- торговля, транспорт и сфера услуг — 39,7 %
- государственные и муниципальные службы — 36,3 %

Уровень безработицы (2017) — 13,5 % (Франция в целом — 13,4 %, департамент Па-де-Кале — 17,2 %). 

Среднегодовой доход на 1 человека, евро (2017) — 20 000 (Франция в целом — 21 110, департамент Па-де-Кале — 18 610).

## Демография
Динамика численности населения, чел.

## Администрация
Пост мэра Витри-ан-Артуа с 1995 года занимает член Радикальной левой партии Пьер Жорже (Pierre Georget). На муниципальных выборах 2020 года возглавляемый им левый список был единственным.
| Период | Период | Фамилия          | Партия                   | Примечания                              |
| ------ | ------ | ---------------- | ------------------------ | --------------------------------------- |
| 1969   | 1981   | Луи Стьен        | Коммунистическая партия  | член Генерального совета департамента   |
| 1981   | 1983   | Мари-Клод Рикуар | Социалистическая партия  |                                         |
| 1983   | 1989   | Мартьяль Стьен   | Коммунистическая партия  | член Генерального совета департамента   |
| 1989   | 1995   | Мари-Клод Рикуар | Социалистическая партия  |                                         |
| 1995   |        | Пьер Жорже       | Радикальная левая партия | член Регионального совет Нор-Па-де-Кале |

## Знаменитые уроженцы
- Филипп де Витри (1291—1361), епископ, композитор и теоретик музыки, изменивший систему нотации и ритмики.

## Ссылки

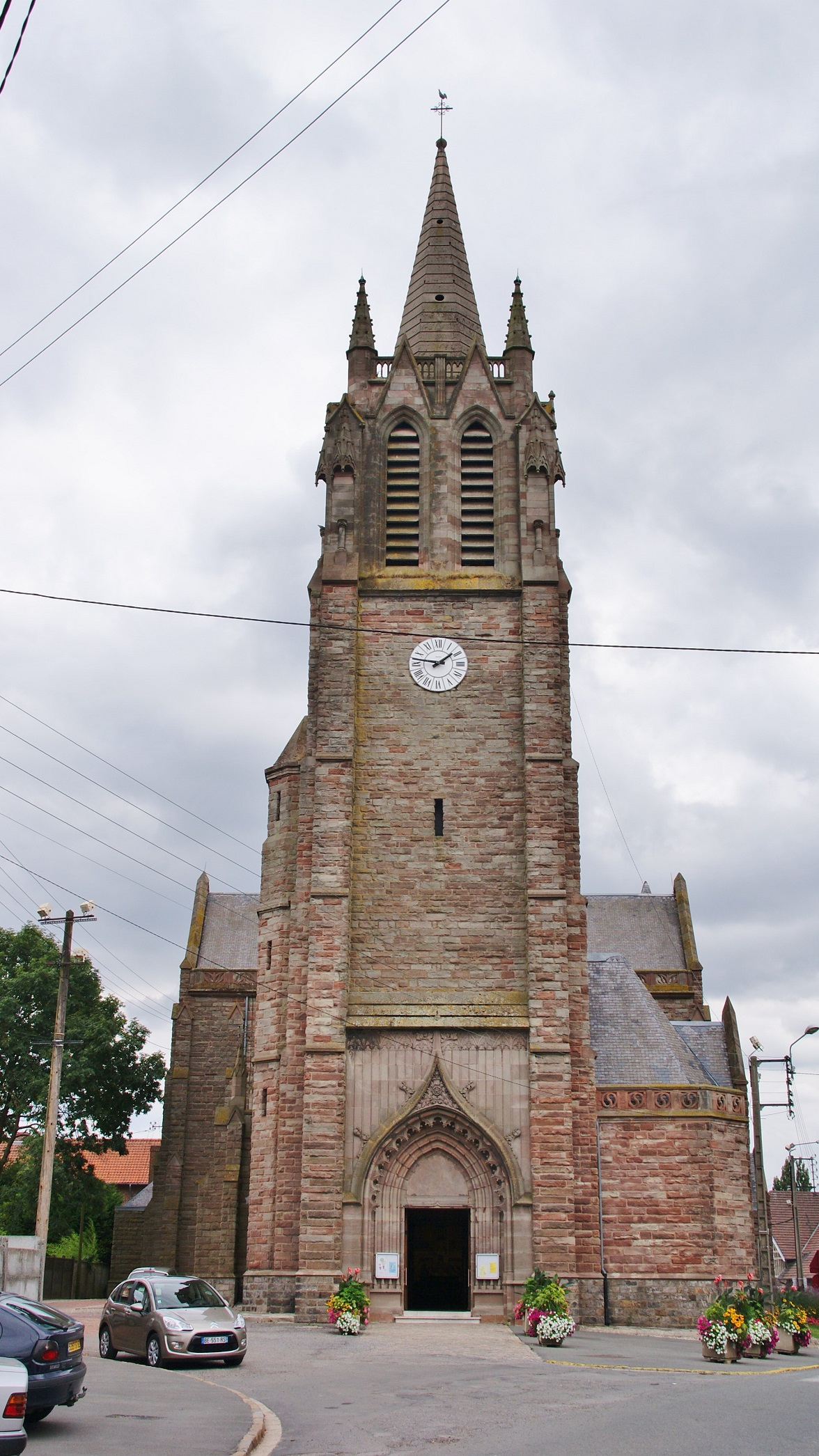
Церковь Святого Мартина